# 林權敏
林權敏（？—1982年1月），高雄市人。民國37年（1948年）在台灣省選舉區當選第一屆候補立法委員。曾任中國青年黨主席。

## 生平
- 在日本早稻田大學法學部畢業後，曾任冀察戰區第十一軍上校團長，山西省警官學校教官，北平裕大煤礦公司總經理，軍委會平津區特派員，辦公處組長，1945年曾與張深切一起被捕。戰後回臺灣當選高雄市合作社聯合社理事主席[2][3]。

## 爭議
中國中青黨已故主席顏南昌於自述《顏南昌從事黨務工作四十年概述》中表示，林權敏於1951年10月22日奉有關當局「總統府准中國國民黨中央改造委員會(四十)改字第一七六七號代電」核准，以國民黨黨員身分，參與中國青年黨組織，從事內線特情工作，由調查局直接指揮，以實現貫徹國民黨「大同計劃」，其工作目標：「蓄意製造青年黨分裂糾紛，破壞黨內團結，使其無法團結統一，分散其力量，削弱其勢力，使青年黨四分五裂，無法坐大，讓國民黨玩弄於掌股之上，並適時發表對政府有利談話及聲明」。
中國青年黨創始人李璜在回憶錄言及，國民黨為操縱和分化青年黨和民社黨，在1970年代派遣林權敏進入青年黨高雄黨部，林在高雄自稱青年黨黨主席並召開大會，而國民黨竟專函道賀，並把賀信寄至高雄林家中，其時青年黨總部是在台北，無人不知，但國民黨徑稱林權敏為青年黨主席。